# Jammerbugt Provsti
| Jammerbugt Provsti                                        | Jammerbugt Provsti     |
| --------------------------------------------------------- | ---------------------- |
| Staat                                                     | Dänemark               |
| Region                                                    | Nordjylland            |
| Kommune                                                   | Jammerbugt             |
| Bistum (Stift)                                            | Aalborg                |
| Gemeinden (Pastorater)                                    | 14                     |
| Kirchspielgemeinden (Sogne)                               | 28                     |
| Propst (Provst)                                           | Folmer Toftdahl-Olesen |
| Bevölkerung                                               | 38.158 (2021)          |
| Mitglieder der Folkekirken                                | 32.907 (2021)          |
| Anteil an der Gesamtbevölkerung:                          | ca. 86,2 %             |
|                                                           |                        |
| Lage der Jammerbugt Provsti (rot) im Aalborg Stift (weiß) |                        |

Die Jammerbugt Provsti ist eine Propstei der ev. luth. Volkskirche Dänemarks (Folkekirken) im Zentrum des Bistums Aalborg (Aalborg Stift) in Norddänemark. Sie umfasst den Bereich der Jammerbugt Kommune. Aufgeteilt ist die Propstei in 28 Kirchspiele und 14 Gemeinden mit insgesamt 31 Kirchen, die der Folkekirken angehören. Propst ist Folmer Toftdahl-Olesen.

## Kirchspielgemeinden (Sogne)
Folgende 28 Kirchspielgemeinden bilden zusammen die Jammerbugt Provsti:
- Aaby Sogn
- Alstrup Sogn
- Bejstrup Sogn
- Biersted Sogn
- Brovst Sogn
- Gjøl Sogn
- Gøttrup Sogn
- Haverslev Sogn
- Hjortdal Sogn
- Hune Sogn
- Ingstrup Sogn
- Jetsmark Sogn
- Kettrup Sogn
- Klim Sogn
- Koldmose Sogn
- Kollerup-Fjerritslev Sogn
- Langeslund Sogn
- Lerup Sogn
- Saltum Sogn
- Skræm Sogn
- Torslev Sogn
- Tranum Sogn
- Vedsted Sogn (Jammerbugt Kommune)
- Vester Hjermitslev Sogn
- Vester Torup Sogn
- Vust Sogn
- Øland Sogn
- Øster Svenstrup Sogn

## Gemeinden (Pastorater)
Die 22 Kirchspiele sind in folgende 9 Gemeinden aufgeteilt:
- Aaby Pastorat
- Biersted-Gjøl Pastorat
- Brovst Pastorat
- Haverslev-Skræm-Bejstrup Pastorat
- Hune Pastorat
- Ingstrup-Vester Hjermitslev Pastorat
- Jetsmark Pastorat
- Kettrup-Gøttrup Pastorat
- Klim-Vester Torup-Vust Pastorat
- Kollerup-Fjerritslev-Hjortdal Pastorat
- Midt-Hanherred Pastorat
- Saltum-Alstrup Pastorat
- Vedsted Pastorat
- Øland-Langeslund Pastorat